# Erysimum inconspicuum
Erysimum inconspicuum là một loài thực vật có hoa trong họ Cải. Loài này được (S.Watson) MacMill. mô tả khoa học đầu tiên năm 1892.